# Adolf Mötsch
Adolf Mötsch (* 11. September 1936 in Selb; † 29. November 2022 in Selb) war ein deutscher Maler. Er war Mitglied der Gruppe Nordfranken des Bundes Fränkischer Künstler und des Kunstvereins Hochfranken Selb.

## Biografie
Adolf Mötsch war der Sohn des Künstlers Karl Mötsch und seiner Frau Elisabeth Mötsch. 1947 zog die Familie nach Übersee am Chiemsee, nachdem die Firma Heinrich-Porzellan (Eigentümer: Franz Heinrich) die Kunstabteilung in Seethal-Übersee angesiedelt hatte.
Nach abgeschlossener Ausbildung als Kerammaler in der Kunstabteilung Seethal der Firma Heinrich-Porzellan besuchte er die private Zeichenschule von Prof. Blocherer in München. Von 1956 bis 1959 verfolgte er ein Studium an der Akademie der Bildenden Künste in München bei W. Heise in den Fächern Naturzeichnen und Malerei.
Von 1960 bis 1994 war er beruflich tätig als Entwerfer und Porzellanmaler bei der Firma Heinrich-Porzellan. Er übernahm die Lehrlingsausbildung und trug bis zu seinem Ausscheiden wesentlich zum Produktdesign bei, so entwarf er z. B. Muster für große internationale Hotels, Siebdrucke für Ikonen und Jahresteller.
Er malte auch Ölbilder, Aquarelle und Temperabilder. Dabei lag meistens der Fokus auf Landschaften, vorwiegend in Franken, im Chiemgau, Mykonos, Korsika und Alt -Jugoslawien. Auch Tiere und Menschen waren Motive für seine Malerei. Insgesamt schuf er über 600 Bilder. Ein Teil der Kollektion mit über 150 Bildern ist in Hand seiner Schwester, Frieda Lohwieser, und wird von ihr verwaltet.
„Für mich eine besondere Herausforderung ist die sogenannte Freilichtmalerei, deren Reiz das Licht und die ständig wechselnden Farben ist. Die Malweise die ich dabei anwende, ist geprägt vom Eindruck der Natur und meinen Bemühungen, diesen Erlebnis in Farben deutlich zu machen.“ (Zitat Adolf Mötsch; 2014.)
Ab 1991 war er Mitglied im „Bund Fränkischer Künstler“, mit dem er jährlich in Kulmbach auf der Plassenburg Ausstellungen durchführte.

## Ausstellungen
- 1997: mit Bund Fränkischer Künstler; Rosenthal-Theater, Selb
- 1997: mit Künstlerverein Hochfranken; Landratsamt Wunsiedel
- 1998: Einzelausstellung; Rosenthal-Theater, Selb
- 1999: Einzelausstellung; Egerland Museum, Marktredwitz
- 2002: Einzelausstellung; Tröstau
- 2004: mit Bund Fränkischer Künstler; Kulmbach Plassenburg
- 2008: mit Künstlerverein Hochfranken; Egerland-Kulturhaus, Marktredwitz
- 2008: Einzelausstellung; AWO, Selb
- 2009: Einzelausstellung; Brauhaus, Selb[2][3]
- 2012: Einzelausstellung; Rosenthal-Theater, Selb
- 2014: Einzelausstellung „Adolf Mötsch – Ölbilder, Aquarelle, Temperabilder“; Rosenthal-Theater, Selb (Konzeption: Adolf Mötsch, Jochen Kuhn, Klaus Cullmann, Rudolf Köhler)[4]
- 2015: Einzelausstellung; Pilgramsreuth
- 2023: Ausstellung „Einblicke“ unserer Mitglieds-Künstler; Rosenthal-Theater, Selb[5]